# Comuna Dobreanîci, Peremîșleanî
Dobreanîci (în ucraineană Добряничі) este o comună în raionul Peremîșleanî, regiunea Liov, Ucraina, formată din satele Dobreanîci (reședința), Ploska și Tucine.

## Demografie
Componența lingvistică a comunei Dobreanîci
     Ucraineană (99,36%)
     Alte limbi (0,64%)
Conform recensământului din 2001, majoritatea populației comunei Dobreanîci era vorbitoare de ucraineană (99,36%), existând în minoritate și vorbitori de alte limbi.